# Memorial Van Damme 2011
Memorial Van Damme 2011 var en friidrottsgala som avgjordes fredagen den 16 september 2011 på Kung Baudouin-stadion i Bryssel, Belgien.

## Grenar
Herrar
- 200 meter
- 800 meter
- 5000 meter
- 400 meter häck
- Stavhopp
- Tresteg
- Spjut
- Kula

Damer
- 100 meter
- 400 meter
- 1500 meter
- 100 meter häck
- 3000 meter hinder
- Höjdhopp
- Tresteg
- Diskus